# Jobst Hilmar von Knigge
Jobst Hilmar von Knigge, ab 1665 Freiherr von Knigge, der Berühmte, auch Johann von Knigge, Jodok von Knigge oder Jost von Knigge (* 1605; † 1683) war kaiserlicher Obrist, Generalfeldmarschallleutnant und Kommandant von Glogau.

## Leben

### Familie
Jobst Hilmar von Knigge war der Sohn von Jobst von Knigge (1572–1626) und dessen zweiten Ehefrau Hippolyta von Oberg († 1657) und Bruder von Friedrich Ulrich von Knigge. Seine Schwester Justine Lucie (1582–1602) heiratete in zweiter Ehe den dänischen Geheimen Hof- und Kanzleirat Johann Joachim von Wartensleben (1594–1633). 1642 heiratete Jobst von Knigge Eva Katharina von Bourscheid (1612–1653). Als seine Ehefrau 1653 starb, heiratete er nach kurzer Trauerzeit Anna Theresia von Nostitz. Er war Vater von Franz Jobst von Knigge.

### Militärische Laufbahn und Teilnahme an Schlachten
Außer seiner katholischen Erziehung ist nichts über von Knigges Kindheit und Jugend bekannt.

#### Militärische Laufbahn (Auswahl)
- ab 1665: Kommandant der Festung Glogau/Niederschlesien
- ab 1674: Kaiserlicher Generalfeldmarschallleutnant[4]

#### Teilnahmen an Schlachten
Um 1640 gab es immer wieder kriegerischen Auseinandersetzungen der kaiserlichen Truppen mit den gegnerischen Kriegsparteien. Jobst von Knigge selbst stand 1640 vor Bodenwerder und berichtete Anfang 1641 über ein Zusammentreffen mit Truppen unter Führung des hessischen Obristen Otto Ludwig von Eberstein (1617–1645). Es folgten seine Fürsprache für die Entlassung von Treusch von Buttlar aus dem Arrest Mitte 1641 und die Gefechte bei Göttingen. Die Stadt konnte aber aufgrund des kalten Wetters nicht erobert werden, sodass von Knigge Anfang 1642 in Vechta weilte. Dort gab er Melchior von Hatzfeldt die Informationen zum Übertritt des ehemaligen schwedischen Offiziers Ernst von Burgsdorff (1599–1674) und der Untersuchung gegen Lambert Sprengspiels. Anfang 1643 lag er mit seinen Truppen in Zons und nahm Mitte des Jahres bei Kaster am Gefecht gegen die hessisch-kasselischen Truppen teil. Ende 1643 tötete er den kaiserlichen Obristen Johann Wilhelm von Eppe, den er der Fahnenflucht bezichtigt hatte, in einem Duell. Von 1644 an war er unter Missfallen des Friedrich Wilhelm von Sachsen-Altenburg in Römhild und Hildburghausen im Herzogtum Sachsen-Coburg stationiert.
Im Oktober 1644 hatte sein Regiment noch folgende Truppenstärke:
- 160 einsatzbereite Reiter
- 45 Reiter mit lahmen oder verwundeten Pferden
- 93 Reiter ohne Pferd
- 83 im Kampf gegen die schwedischen Truppen verschollene und gefangengenommene Soldaten
- 7 zurückgelassene verwundete und
- 38 gefallene Soldaten

1645 nahm er an der letzten großen Schlacht des Dreißigjährigen Kriegs, der Schlacht bei Jankau, teil und zog mit knapp 500 geschlagenen Soldaten marodierend und tötend durch die Oberpfalz bis nach Amberg. Dort wurde er für die Taten seiner Soldaten inhaftiert und gegen die Zusicherung des Schadensersatzes wieder entlassen (am Ende ersetzte er lediglich ein Lederwams, welches ein Reiter geraubt hatte, die eigentlichen Schäden seiner Truppen ersetzte er nie). Selbst einer offiziellen Aufforderung der Stadt Amberg entging er mit fadenscheinigen Ausreden und durch Unterstützung von Freunden, wie dem Generalfeldmarschall Otto Christoph von Sparr: er wäre durch die Nähe zum Feind unabkömmlich.
Sein geschwächtes Regiment zog weiter nach Bergrheinfeld. Anfang 1646 erreichte von Knigge Leveste und meldete von Hatzfeldt seine Freilassung aus schwedischer Gefangenschaft.
Von Knigge hatte in den Türkenkriegen 1664 sechs gegnerische Fahnen und zwei Pauken abgenommen, welche in der damaligen Zeit in der Marktkirche in Hannover aufgehängt gewesen sein sollen. Die Fahnen mit dem Halbmond finden sich als Erinnerungszeichen im Wappen der Familie von Knigge wieder.
Von 1669 an war er bis zu seinem Tod Kommandant des 11. Böhmischen Infanterie-Regiment.
Jobst von Knigge war bis zu seinem Tod Kommandant der Festung Glogau. In Schlesien kaufte er mehrere Landgüter und besaß 1681 u. a. das Landgut Schwiebus, welches er an seinen Sohn, dem kaiserlichen Obrist-Leutnant, Franz Jobst von Knigge vererbte. Dieser besaß den Pfandbesitz bis zu einem tödlichen Duell mit Herrn von Lauenstein 1686.

## Auszeichnungen
1644 wurde Jobst von Knigge von Fürst Ludwig I. von Anhalt-Köthen in die Fruchtbringende Gesellschaft aufgenommen. Er erhielt vom Fürsten den Gesellschaftsnamen der Berühmete, das Motto heilt fressende Schäden und das Emblem die Krebsblume zugesprochen. Im Köthener Gesellschaftsbuch findet sich Knigges Eintrag unter der Nr. 413. Hier ist auch das Reimgesetz verzeichnet, das Knigge anlässlich seiner Aufnahme verfasste:
Die Krebsblume wird von ihrer Kraft berühmt
Dieweil sie treflich heilt die Schäden, welche freßen
Mit ihrer schärff' umb sich: Deshalben mir bestimt
Berühmt mein Nahme ward: Ein Edel hertz vergeßen
All üppigkeiten sol, hergegen an es nimt,
Was tapfer tugendhaft, ist nicht da bey vermeßen
Die Tugend frißet auf die Laster in gemein,
Mit der ein tapfer hertz stets sol gezieret sein.
Am 19. Juni 1665 verlieh der Kaiser Leopold I. dem damaligen Oberfeldwachtmeister Jobst Hilmar von Knigge und seinem jüngeren Bruder Friedrich Ulrich den Freiherrnstand für das Reich und die Erblande.

## Trivia
- In der Universitätsbibliothek Leipzig sind über 100 Briefe Knigges archiviert, u. a. mit Balthasar von Schrattenbach (einem Mitglied in der Fruchtbringenden Gesellschaft), dem Komponisten Heinrich Schütz, dem Theologen Achatius Mylius, dem Juristen Justus Oldekop, dem Bischof von Straßburg Franz Egon von Fürstenberg-Heiligenberg und dem Feldmarschall Gottfried Huyn von Geleen.
- Bei der Krönungsfeierlichkeit des Kaisers Leopold war Knigge 1658 als Richter anwesend.[8]

## Werke
- mit Henri de Rohan, Horatius Michael Wagner: Le Parfaict Capitaine Oder Kurtzer Außzug und Kriegs-Regeln, über die Commendaria Iulii Caesaris, ersten Römischen Käysers, 1670.
- mit Henri de Rohan, Horatius Michael Wagner: Kriegs Discurssen, Oder Kurtze Militarische erinnerungen Darinnen abgehandelt wirdt von eines vollkommenen Feldt-Hauptmans seinen sonderbahren Tugendten und vornembsten qualiteten, 1670.